# Streitgenossenschaft
Eine Streitgenossenschaft – auch subjektive Klagehäufung genannt – liegt dann vor, wenn in einem Rechtsstreit entweder auf Klägerseite oder auf Beklagtenseite mehrere Personen beteiligt sind. Bei mehreren Klägern spricht man von aktiver Streitgenossenschaft, bei mehreren Beklagten von passiver Streitgenossenschaft.

## Deutsches Recht
Die Streitgenossenschaft kann auf drei verschiedene Weisen entstehen: Zum einen bereits zum Zeitpunkt der Klageerhebung, wenn nämlich mehrere Parteien klagen oder verklagt werden, zum anderen durch Parteierweiterung und schließlich durch Verbindung mehrerer selbständiger Prozesse. Sie endet durch Klagerücknahme, Erledigung eines Prozessrechtsverhältnisses oder durch Aufspaltung in getrennte Prozesse.
Man unterscheidet:

### Einfache Streitgenossenschaft
Die einfache Streitgenossenschaft ist der Regelfall. Sie ist gegeben, wenn mehrere an sich selbständige Prozesse aus Zweckmäßigkeitserwägungen zu einem Verfahren zusammengefasst werden. Gemäß § 59, § 60 ZPO und analog § 260 ZPO können mehrere Personen dann gemeinsam klagen oder verklagt werden, wenn:
- sie bezüglich des Streitgegenstandes in Rechtsgemeinschaft stehen (§ 59 1. Alt. ZPO), bzw. wenn sie aus demselben tatsächlichen und rechtlichen Grund berechtigt oder verpflichtet sind (§ 59 2. Alt. ZPO)
- ihre Ansprüche oder Verpflichtungen gleichartig sind und auf einem im Wesentlichen gleichartigen tatsächlichen und rechtlichen Grund beruhen (§ 60 ZPO)
- das Prozessgericht für alle Ansprüche zuständig ist und alle Ansprüche in derselben Prozessart geltend gemacht werden (§ 260 ZPO analog).

Bei der einfachen Streitgenossenschaft stehen sich die Streitgenossen als einzelne gegenüber (§ 61 ZPO). Jede Prozesshandlung muss daher für jedes Prozessrechtsverhältnis gesondert beurteilt werden, denn die Streitgenossen können weder zum Vorteil noch zum Nachteil der übrigen Streitgenossen handeln. Allerdings sind Tatsachenvortrag und Beweisantritte eines Streitgenossen auch den anderen zuzurechnen, wenn die Parteien nichts Gegenteiliges vortragen.

### Notwendige Streitgenossenschaft
Kann die Entscheidung gegenüber allen Streitgenossen aus prozess- oder materiellrechtlichen Gründen nur einheitlich ausfallen, so ordnet § 62 Abs. 1 ZPO die notwendige Streitgenossenschaft an.
Prozessrechtliche Gründe sind:
- Rechtskrafterstreckung (z. B. § 183 InsO, § 248 AktG, § 326, § 327, § 856 Abs. 4 ZPO)
- wenn das Urteil gegenüber allen Streitgenossen Gestaltungswirkung hat (z. B. Klage gemäß § 133 HGB)

Bei der prozessual notwendigen Streitgenossenschaft können alle Streitgenossen alleine klagen bzw. verklagt werden. Erst dann, wenn tatsächlich die Streitgenossen gemeinsam klagen, entfaltet § 62 ZPO seine Wirkung. Ist die Klage bezüglich eines einzelnen Streitgenossen unzulässig, wird sie nur insoweit durch Teilprozessurteil als unzulässig abgewiesen. Denn § 62 ZPO verlangt nur eine einheitliche Sachentscheidung.
Materiellrechtliche Gründe sind gegeben:
- wenn die Klage wegen nur gemeinsamer Verfügungsbefugnis nur gemeinschaftlich erhoben werden kann oder gegen alle gerichtet werden muss (z. B. Aktivprozesse der Gesamthand; Auflassungsklage mehrerer Miteigentümer)

Bei der materiellrechtlich notwendigen Streitgenossenschaft können die Streitgenossen im Gegensatz zur prozessual notwendigen Streitgenossenschaft nicht alleine klagen oder verklagt werden. Dies würde nämlich die Unzulässigkeit der Klage bedeuten. Dementsprechend ist die Unzulässigkeit der ganzen Klage auch dann gegeben, wenn die Klage nur hinsichtlich eines einzelnen Streitgenossen unzulässig ist. Anerkenntnis, Verzicht und Klageänderung müssen durch alle anwesenden Streitgenossen gemeinsam erklärt werden.
Die Prozesshandlungen der Streitgenossen wirken bei der notwendigen Streitgenossenschaft weiterhin nur für und gegen die einzelne Partei (der grundsätzlich anwendbare § 61 ZPO wird aber weitgehend durch § 62 ZPO verdrängt). Die Beziehungen sind – im Unterschied zu der einfachen Streitgenossenschaft – jedoch enger ausgestaltet, da beispielsweise die säumige Partei durch den notwendigen Streitgenossen vertreten werden kann, so dass gegen diese kein Versäumnisurteil erlassen werden kann (§ 62 Abs. 1 ZPO).
Nicht zu verwechseln ist der Streitgenosse mit dem Nebenintervenienten, der nicht selbst Partei eines Zivilprozesses wird.
Die zivilprozessualen Regelungen sind gem. § 64 VwGO, § 74 SGG, § 59 FGO entsprechend auf die Streitgenossen verwaltungs-, sozial- oder finanzgerichtlicher Verfahren anzuwenden.

## Österreichisches Recht
Abhängig davon, ob gegen einen einzelnen Streitgenossen ein anderes Urteil als gegen die übrigen möglich ist, unterscheidet man zwischen einfacher Streitgenossenschaft und einheitlicher Streitpartei.

### Einfache Streitgenossenschaft
Hier führen die einzelnen Streitgenossen ihre jeweiligen Rechtsstreite voneinander unabhängig, verbunden nur durch den gemeinsamen Prozess. Demgemäß sind auch unterschiedliche Urteile für oder gegen einen einzelnen Streitgenossen möglich.
Die einfache Streitgenossenschaft dient der Prozessökonomie indem gleichgelagerte Parallelprozesse vermieden werden.
Es gibt verschiedene Konstellationen, in denen sich eine einfache Streitgenossenschaft ergeben kann:

#### Materielle Streitgenossenschaft
- Rechtsgemeinschaft (z. B. Miteigentum)
- Berechtigung/Verpflichtung aus demselben tatsächlichen Grund (z. B. mehrere Geschädigte aus demselben Ereignis)
- Solidarische Berechtigung/Verpflichtung

#### Formelle Streitgenossenschaft
Diese Form liegt vor wenn „gleichartige, auf einem im Wesentlichen gleichartigen tatsächlichen Grunde beruhende Ansprüche oder Verpflichtungen“ Gegenstand des Streites sind (§ 11 Abs. 2 ZPO). Beispiele: Mehrere Arbeitnehmer klagen den gemeinsamen Arbeitgeber auf Gehaltszahlung; ein gemeinsamer Vermieter klagt mehrere Mieter auf Zinszahlung.

#### Unterschiede
Die materielle Streitgenossenschaft schafft (gem. § 93 Abs. 1 JN) einen gemeinsamen Gerichtsstand, die formelle Streitgenossenschaft setzt einen gemeinsamen Gerichtsstand voraus.
Bei der formellen und der aus solidarischer Verbundenheit geschaffenen materiellen Streitgenossenschaft sind die Streitwerte (gem. § 55 JN) nicht zusammenzurechnen.

### Einheitliche Streitpartei
Im Falle einer einheitlichen Streitpartei, auch „gebundene Streitgenossenschaft“ genannt, findet ein einheitlicher Prozess mit einheitlichem Prozessausgang statt. Es entsteht ein Urteil, das für bzw. gegen alle Betroffenen gilt.
Auch hier gibt es unterschiedliche Konstellationen:

#### Anspruchsgebundene Streitgenossenschaft
Bei einer anspruchsgebundene Streitgenossenschaft ist der geltend gemachte Anspruch so gestaltet, dass er nur durch oder gegen alle Streitgenossen gemeinsam durchgesetzt werden kann.
Dies kann dadurch begründet sein, dass der Streitgegenstand ident ist (z. B. Staatsanwalt erhebt Nichtigkeitsklage wegen einer „Staatsbürgerschaftsehe“) oder, dass die Streitgenossen über den Anspruch nur gemeinsam verfügen können oder, dass es sich um ein gemeinschaftliches Rechtsverhältnis handelt, das nur für oder gegen alle Streitgenossen einheitlich festgestellt werden kann.
In jedem dieser Fälle ist nur ein einheitlicher Prozess vorstellbar, getrennte Prozesse, wie sie bei einfacher Streitgenossenschaft denkbar sind, wären zweckwidrig.
Eine anspruchsgebundene Streitgenossenschaft ist eine „notwendige Streitgenossenschaft“. Sind nicht alle materiell berechtigten/verpflichteten Streitgenossen vertreten, fehlt die Sachlegitimation und die Klage wird abgewiesen.

#### Wirkungsgebundene Streitgenossenschaft
Bei einer wirkungsgebundenen Streitgenossenschaft erstrecken sich die Wirkungen des Urteiles auch auf Personen, die nicht am Verfahren beteiligt waren.
Dies kann vorkommen bei rechtsgestaltenden Urteilen (z. B. Aufhebung eines Vertrages) oder wenn eine Erstreckung der Rechtskraft auf weitere Personen gesetzlich angeordnet wird.

#### Wirkungen
Bezüglich der Prozessbetreibungshandlungen (Prozesshandlungen, die den formalen Ablauf des Prozesses betreffen, z. B. Vertagungsanträge) gilt: Das Handeln eines Streitgenossen wirkt auch für die anderen.
Für die Abwendung von Säumnisfolgen gilt das Repräsentationsprinzip: Das Handeln eines Streitgenossen wendet Säumnisfolgen ab.
Ansonsten kann ein Streitgenosse nicht zu Lasten der anderen disponieren: Für Vergleich, Anerkenntnis oder Verzicht herrscht der Grundsatz der Einstimmigkeit.
Liegen widerstreitende Dispositionen der Streitgenossen vor, gilt das Günstigkeitsprinzip: Die für die einheitliche Streitpartei günstigste Prozesshandlung, sozusagen der „kleinste gemeinsamer Nenner“, ist maßgeblich.